# علي أحمد عبد الله
علي أحمد عبد الله علي (1962 -) صحفي وأستاذ جامعي وسياسي بحريني.

## السيرة
ولد علي في مدينة المحرق في عام 1962. حصل على بكالوريوس إعلام من جامعة الإمارات عام 1983 وماجستير إعلام تربوي من جامعة أيوا الأمريكية عام 1988 ودكتوراه في الإعلام التعليمي من جامعة كاردف الويلزية عام 1992.
عمل صحفي بوزارة الإعلام من 83 إلى 84. ثم عمل أستاذ جامعة الخليج العربي من 1993 إلى 2002. في انتخابات مجلس النواب لعام 2002 فاز بمقعد الدائرة الثالثة في محافظة المحرق بعدما جمع 1989 صوت ما نسبته 67.08%. وفي انتخابات عام 2006 فاز بمقعد الدائرة بعدما جمع 1875 صوت ما نسبته 55.59%. وفي انتخابات عام 2010 فاز بمقعد الدائرة من جولة الإعادة بعدما جمع 1675 صوت ما نسبته 55.03% على حساب خصمه المعارض اليساري إبراهيم شريف من جمعية العمل الوطني الديمقراطي.